# Edward Arnold
Edward Arnold (născut Günther Edward Arnold Schneider, 18 februarie 1890 - d. 26 aprilie 1956) a fost un actor american de film.

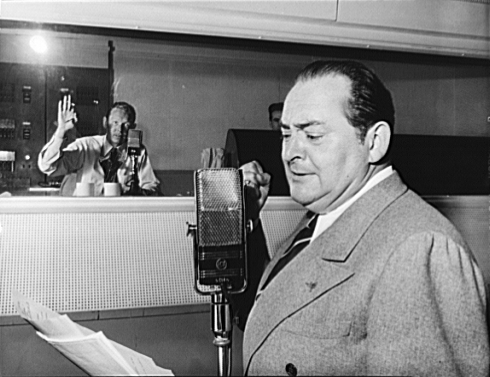
Edward Arnold în 1942

## Filmografie
- The Strange Case of Mary Page (1916)
- The Misleading Lady (1916)
- He Who Gets Slapped (1924)
- Okay America!  (1932)
- Three on a Match (1932)
- Rasputin and the Empress (1932)
- Whistling in the Dark (1933)
- The White Sister (1933)
- The Barbarian (1933)
- Secret of the Blue Room (1933)
- I'm No Angel (1933)
- Roman Scandals (1933)
- Sadie McKee (1934)
- Thirty Day Princess (1934)
- Remember Last Night? (1935)
- Cardinal Richelieu (1935)
- The Glass Key (1935)
- Crime and Punishment (1935)
- Diamond Jim (1935)
- Come and Get It (1936)
- Sutter's Gold (1936)
- The Toast of New York (1937)
- Easy Living (1937)
- The Crowd Roars (1938)
- You Can't Take It with You (1938)
- Idiot's Delight (1939)
- Man About Town (1939)
- Mr. Smith Goes to Washington (1939)
- The Earl of Chicago (1940)
- Johnny Apollo (1940)
- Lillian Russell (1940)
- Meet John Doe (1941)
- Design for Scandal (1941)
- The Devil and Daniel Webster (1941)
- Unholy Partners (1941)
- Johnny Eager (1941)
- Eyes in the Night (1942)
- Kismet (1944)
- Janie (1944)
- Mrs. Parkington (1944)
- Ziegfeld Follies (1945)
- Week-End at the Waldorf (1945)
- The Hidden Eye (1945)
- Three Wise Fools (1946)
- Dear Ruth (1947)
- The Hucksters (1947)
- Command Decision (1948)
- Take Me Out to the Ballgame (1949)
- Dear Wife (1949)
- The Yellow Cab Man (1950)
- Annie Get Your Gun (1950)
- Dear Brat (1951)
- Belles on Their Toes  (1952)
- City That Never Sleeps (1953)
- Living It Up (1954)
- Man of Conflict (1954)
- Twelve Angry Men (1954) (TV)
- The Ambassador's Daughter (1956)
- Miami Expose  (1956)